# Frédéric Kastner

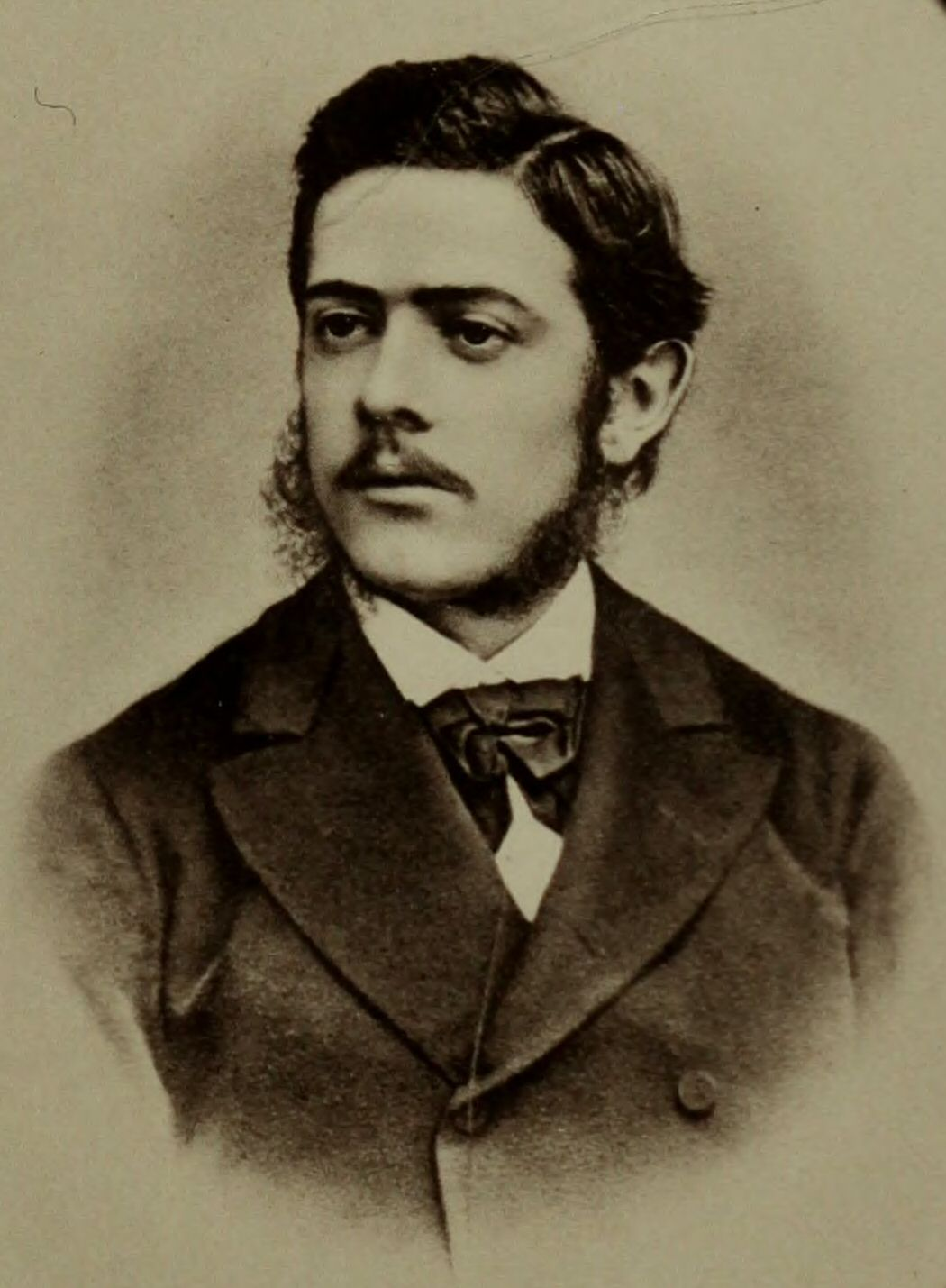
Frédéric Kastner

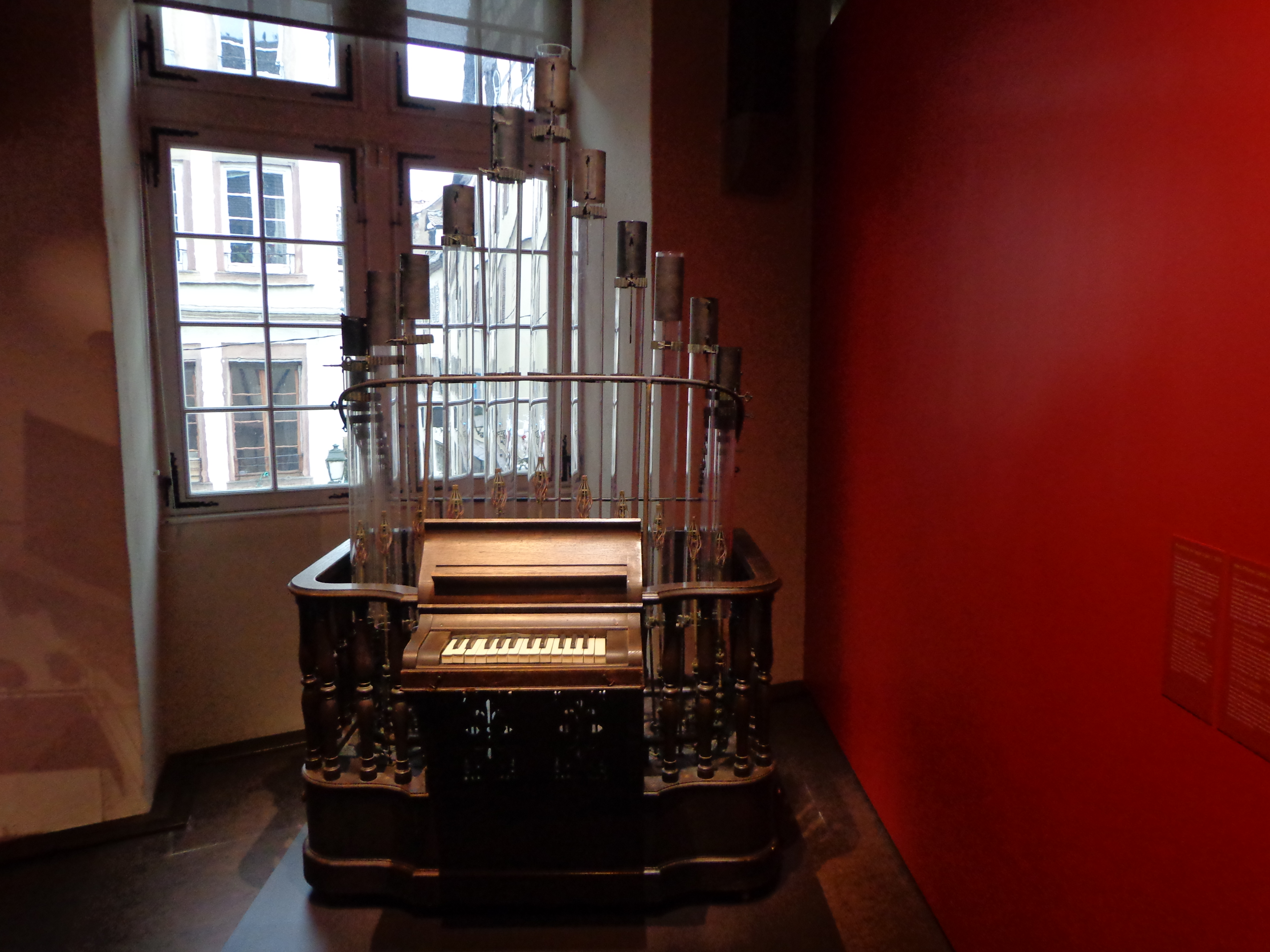
Eines von Kastners Pyrophonen (Exemplar aus dem Jahr 1876) im Musée historique de Strasbourg

Georges Frédéric Eugène Kastner (auch Georg Friedrich Eugen Kastner, * 10. August 1852 in Straßburg; † 6. April 1882 in Bonn) war Physiker und Erfinder des Pyrophons, eines orgelähnlichen Musikinstruments, welches durch brennendes Gas zur Tonbildung angeregt wird.

## Leben
Kastner war der Sohn des elsässischen Tondichters Jean-Georges Kastner und der Léonie Amable Alberte geb. Boursault. Er wuchs in Paris auf und begleitete seine Eltern oft bei Reisen ins Elsass und nach Deutschland. Nach der Schulausbildung erwarb er sich sein Wissen über die Physik im Wesentlichen als Autodidakt, wobei ihn seine Mutter großzügig unterstützte und ihm ein eigenes Labor einrichtete. Kastners besonderes Interesse galt der Elektrizität, den Schwingungen und den Gasen. Der Biograph beschreibt einerseits seine Schwermut nach dem Tod des Vaters, andererseits das große Engagement, mit dem Kastner an seine Projekte heranging, oft zu Lasten der Gesundheit. Ab dem Winter 1876/77 wurde Kastner zunehmend kränker und suchte Heilung in verschiedenen europäischen Kurorten. Die nicht näher benannte Krankheit führte schließlich zum frühen Tod 1882. Seine letzte Ruhestätte fand Kastner auf dem Cimetière Saint-Gall in Strasbourg-Koenigshoffen (Sektion 7-5-13/16 und 7-6-13/16).

## Wirken
1868 richtete die Mutter dem 16-jährigen Sohn in Paris ein Labor ein, in dem er einen elektrisch angetriebenen Hubmotor entwickelte und 1870 zum Patent anmeldete. Der Erfindung scheint kein eigenständiger Erfolg beschieden gewesen zu sein, allerdings konnte Kastner die entwickelten Prinzipien in elektrisch geschalteten Ventilen im Pyrophon verwenden. Kastners Forschungstätigkeit wurde 1870 durch den Deutsch-Französischen Krieg unterbrochen, in dem er die französische Seite unterstützte, wobei er z. B. Verwundete pflegte und während der Belagerung von Straßburg im dortigen elterlichen Haus obdachlos gewordene Personen beherbergte.
Nach dem Krieg nahm Kastner in Paris die Arbeiten am Pyrophon auf, konnte Anfang 1873 der Pariser Akademie der Wissenschaften einen ersten Aufsatz darüber präsentieren und im selben Jahr zur Weltausstellung in Wien ein kleines Modell schicken. In den folgenden Jahren verbesserte Kastner das Instrument und ließ es in mehreren Ländern patentieren. 1875 stellte er der Royal Institution in London ein ausgereiftes Instrument zur Verfügung. In den letzten Jahren seines kurzen Lebens versuchte Kastner das Instrument zu vermarkten, was durch seine Krankheit erschwert wurde. Er wurde dabei von seiner Mutter und Henri Dunant unterstützt. Beide setzten die Vermarktung nach Kastners Tod fort.
Die physikalischen und chemischen Grundlagen des Pyrophons waren in den vorangegangenen Jahren von Anderen erforscht worden. Kastners Leistung besteht darin, die Bedeutung für die Musik erkannt und in einem funktionierenden Instrument umgesetzt zu haben.

## Werke
- Théorie des vibrations et considérations sur l’électricité. Paris 1873.
- Le Pyrophone. Flammes Chantantes. 4. Auflage. Paris 1876.
- Les flammes chantantes, theorie des vibrations et considerations sur l’électricité. Paris 1876 (archive.org).